# Руйиена
Ру́йиена или Руиена (латыш. Rūjienaо файле, в старых русских документах также Рюиель) — небольшой город в Латвии, в историческом регионе Видземе, бывший центр Руйиенского края. Находится в 146 км от столицы Латвии — города Риги и в 15 км от государственной границы с Эстонией. Является самым северным городом Латвии.

## История
Уже в XIII веке в районе Руйиены Ливонским орденом был построен замок. Впервые город упоминается в исторических записях XIV века. Во время Ливонской войны в 1560 году русские войска разрушили город до основания, но позднее он был вновь восстановлен. Однако за время Северной войны город вновь разрушен. По итогам этой войны вошёл в состав Российской империи. В 1807 году пастор Густав фон Бергман (латыш. Gustavs Bergmanis) издал в типографии города первый сборник латышских народных песен.
В 1920 году Руйиена официально получила статус города. В 1949—1959 годах был центром Руиенского района.

## Известные люди
В городе родились или жили:
- Артур Алберингс — премьер-министр Латвии в 1926 году;
- Адамс Алкснис — латышский рисовальщик и живописец-реалист;
- Густав Бокис — советский военачальник, начальник АБТУ РККА;
- Гамилькар фон Фёлькерзам — председатель законодательного собрания Лифляндской губернии, один из авторов земельной реформы в Прибалтике;
- Густав Клуцис — художник-авангардист, представитель конструктивизма, один из создателей искусства цветного фотомонтажа;
- Георг Нольтейн — конструктор паровозов, учёный, педагог;
- Эдвинс Биетагс — борец греко-римского стиля, чемпион Европы 1934 года, олимпийский призёр 1936 года;
- Петерис Вайварс — дипломат;
- Женя Егорова — русская революционерка;
- Янис Зариньш — скульптор, народный художник Латвийской ССР.

## Транспорт

### Автодороги
Через город проходит региональная автодорога P17 Валмиера — Руйиена — граница Эстонии (Унгурини). К Руйиене подходят региональные автодороги P21 Руйиена — Мазсалаца и P22 Валка — Руйиена.

### Междугородное автобусное сообщение
Основные маршруты:
- Руйиена — Валмиера — Рига;
- Руйиена — Валка;
- Руйиена — Алоя — Лимбажи.

### Железнодорожный транспорт
В советское время через Руйиену следовал поезд Рига — Пярну — Таллин. Также до 1996 года из Риги до Руйиены ходил пассажирский дизель-поезд, однако по причине падения пассажиропотока этот маршрут был закрыт. Последний пассажирский поезд из Руйиены отправился 21 сентября 1996 года в 5.41 утра по направлению Руйиена — Алоя. В 2005 году железнодорожную ветку Скулте — Пярну полностью демонтировали. Ширококолейная станция находилась примерно в 4 километрах от города.